# Париз гори (филм)
Париз гори је амерички документарни филм из 1990. године у режији Џени Ливингстон. Снимљен средином краја осамдесетих, филм приказује културу балова у Њујорку и афроамеричким, латино, геј и трансродним заједницама. Неки критичари сматрају да је овај филм један од најважнијих документараца о завршетку „златног доба“ дрег балова у Њујорку и да промишљено истражује односе расе, класе, пола и сексуалности у Америци.
Конгресна библиотека је 2016. године филм сачувала у Националном регистру филмова Сједињених Држава као „културно, историјски или естетски значајан“.

## Осмишљање и продукција
Ливингстон је студирала фотографију и сликарство на Јејлу. Стигавши у Њујорк, запослила се у локалном листу Статен Ајланд Адванс. Отишла је да би студирала филм на Њујоршком универзитету. Док је била у том кварту, бавила се фотографијом у Вашингтон Сквер парку и тамо је упознала два младића који су се бавили vogue плесом. Заинтригирана њиховим покретима и необичним сленгом који су користили (касније је схватила да су говорили о "категоријама" на дрег балским такмичењима), Ливингстон их је питала шта раде, и сазнала је да они воугују . Отишла је на свој први бал, мини-бал у Центру геј заједнице у 13. улици, да сними бал, да испуни задатак за летње часове. На том балу, први пут је видела Венус Екстраваганзу.
Након тога, провела је време са Вилијем Нинџом, да би учила о култури балова и воугингу. Такође је истраживала афроамеричку историју, књижевност и културу, као и квир културу и природу поткултура. Почела је да снима аудио интервјуе са неколико људи са бала: Венус и Дани Екстраваганза, Доријан Кори, Џуниор Лабеиџа, Октавија Сен Лорен, и други. Главно самофинансирано снимање било је на балу Париз гори 1986. Ливингстон је у сарадњи са Џонатаном Опенхајмом направила трејлер од тог материјала, и тим трејлером је добила новчану помоћ од различитих фондација. Медисон Дејвис Лејси, са телевизијске станице WNYC, је видела материјал и допринела 125 хиљада долара да подржи продукцију. Остатак новца потребан за филм је дошао од извршног продуцента Најџела Финча из ББЦ-2 Арене.
По завршетку, продуценти су још увек морали да прикупе средства за музичку лиценцу, јер се у балским салама пуштало много музике. Музика је коштала скоро колико и снимање и монтажирање целог филма.

## Награде
- 1990. - Награда ИДА, Међународно удружење документараца.
- 1990. - Награда ЛАФЦА за најбољи документарац, Удружење филмских критичара из Лос Анђелеса.
- 1990. - награда публике за најбољи документарни филм, Међународни фестивал лезбијског и геј филма у Сан Франциску.
- 1991. - документарни филм Великог жирија, филмски фестивал Сунданце.
- 1991. - награда Теди за најбољи документарни филм, Међународни филмски фестивал у Берлину.
- 1991. - Награда за најбољу документарну емисију Бостонског друштва за филмску критику (БСФЦ).
- 1991. - награда Отворена палма, која се сада назива Готхам Авардс Авард Бреактхроугх Дирецтор.
- 1991. - награда НИФЦЦ за најбољи документарни филм, награде Нев Иорк Филм Цритицс Цирцле.
- 1991. - награда Golden Space Needle за најбољи документарац, Међународни филмски фестивал у Сијетлу
- 1992. - изванредни филм (документарни филм), ГЛААД медијске награде.
- 1992 - награда НСФЦ за најбољи документарац, Национално друштво филмских критичара.
- 2015 - награда Cinema Eie Honors Legacy.
- 2016 - додат у Национални регистар филмова.[4]